# Мала Гоба
Мала Гоба (словен. Mala Goba) — поселення в общині Літія, Осреднєсловенський регіон, Словенія. Висота над рівнем моря: 723 м.